# Exploration (Geologie)

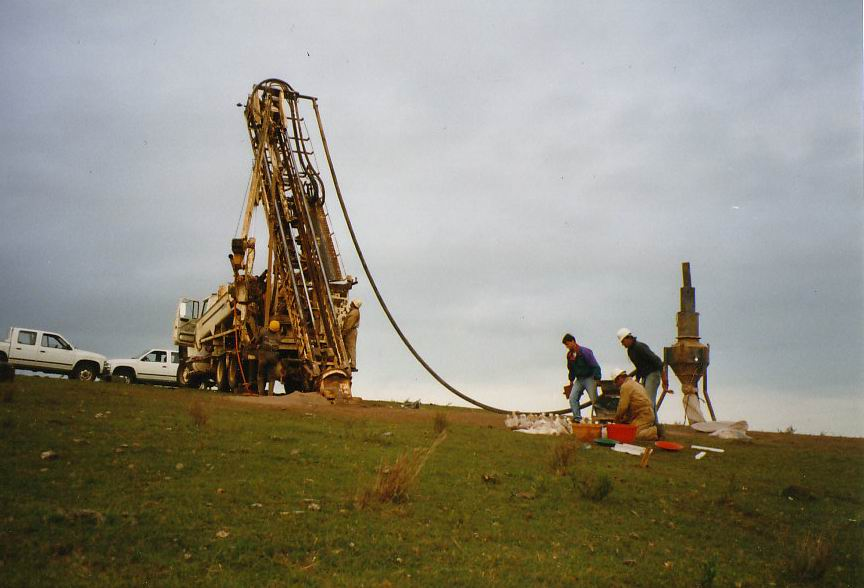
Mit einem fahrbaren Bohrturm auf einem Lastwagen werden die ersten Probebohrungen in einem neuen Höffigkeitsgebiet durchgeführt. In diesem Fall werden an Stelle der (teuren) Bohrkerne nur zerkleinerte Gesteinsproben („chips“) gewonnen. Beim „Zyklon“ (rechts im Bild) werden sie untersucht und verpackt.

Im Bergbau und in der Geologie bezeichnet man mit Exploration die Suche oder die Erschließung (genaue Untersuchung) von Lagerstätten und Rohstoffvorkommen in der Erdkruste. Die Explorationsgeologie ist ein Teilbereich der Lagerstättenkunde innerhalb der Geowissenschaften.
Historisch gesehen kann man die Exploration als einen der wesentlichen Vorläufer der geologischen Forschung betrachten, da bereits seit mehreren tausend Jahren eine Vielzahl an Bodenschätzen mehr oder weniger systematisch erschlossen und ausgebeutet wurde. Ein Beispiel hierfür sind frei zu Tage tretende Kohlelager, die schon sehr früh in der Geschichte der Menschheit ausgebeutet worden sind.
Hauptsächliche Erkundungsbereiche der Explorationsgeologie sind Lagerstätten und Vorkommen von:
- Erdöl- und Erdgas
- Kohle
- Erz
- Geothermie
- Wasser

In methodischer Hinsicht kann auch die Grundwassererschließung als Aufgabe der Explorationsgeologie betrachtet werden, da es sich auch hier um einen natürlichen (wenn auch zumeist erneuerbaren) Rohstoff handelt.
Im Rahmen der Aufsuchung einer Lagerstätte folgt die Exploration auf die Phase der Prospektion. In dieser wurde zunächst nur ein Höffigkeitsgebiet identifiziert, das weitere Untersuchungen rechtfertigte. Jetzt beginnt die eigentliche Erschließung mit der Abgrenzung des lokalisierten Vorkommens. Der geologische Rahmen ist jetzt bekannt, das Risiko dafür, dass die bisherigen Investitionen und der Arbeitsaufwand umsonst waren, beträgt nur noch ca. 50 %. Die während der Prospektion begonnenen Untersuchungen (geologische Kartierung, Probennahme in Schürfen und Bohrungen, chemische und mineralogisch-petrografische Analysen) werden systematisch fortgesetzt und ausgedehnt. Am Ende dieser Phase sollte die Abschätzung der Dimensionen des Vorkommens möglich sein sowie eine erste Berechnung der Vorräte. Auf Grund dieser Daten muss entschieden werden, ob die weitere Erschließung des Vorkommens sinnvoll ist, oder nicht.
Explorationsgeologen steht hierfür ein weites Spektrum an wissenschaftlichen Methoden zur Verfügung, in dem fast sämtliche geologischen Wissenschaften angewendet werden
- geophysikalische Verfahren (Gravimetrie, Geoseismik, Geomagnetik, Geoelektrik, Bohrlochgeophysik u. a.)
- tektonische und strukturgeologische Analysen
- paläontologische Analysen (z. B. Stratifizierung von Bohrkernen)
- geochemische Analytik zur Bestimmung von Anreicherungswerten
- Geoinformatik (tektonische Analysen, Erarbeitung von Ausbeutungsstrategien und Visualisierung)

Die Lagerstätte ist nun nachgewiesen. Die Explorationsarbeiten werden mit technischen Versuchen (Erprobung der metallurgischen Aufbereitung, zuweilen Versuchsbergbau) ergänzt und finden mit der Machbarkeitsstudie (feasibility-study) ihren vorläufigen Abschluss. Für die gesamte Exploration einer Lagerstätte rechnet man mit Zeiträumen von fünf bis zehn Jahren. Fällt die im Rahmen der Bergwirtschaftslehre angefertigte Wirtschaftlichkeitsstudie positiv aus, kann der eigentliche Bergbau beginnen. Parallel dazu geht die Exploration in den weniger bekannten Teilen der Lagerstätte weiter.
Neben der Ausbeutung von Lagerstätten werden Explorationsgeologen heute auch vermehrt bei der Bearbeitung von Umweltschäden eingesetzt, da die wissenschaftliche Arbeit in der Umweltgeologie ähnlich verläuft wie in der Explorationsgeologie.

## Erze
| Mineral / Metall | Aufschlussfarbe    | Minerale im Aufschluss                  |
| ---------------- | ------------------ | --------------------------------------- |
| Eisensulfide     | Gelb, Braun, Rot   | Goethit, Hämatit, Limonit, Eisensulfate |
| Mangan           | Schwarz            | Manganoxide                             |
| Antimon          | Weiß               | Antimonblüte                            |
| Arsen            | Grünlich, Gelblich | Eisenarsenat                            |
| Wismut           | Hellgelb           | Wismutocker                             |
| Cadmium          | Hellgelb           | Cadmiumsulfid                           |
| Cobalt           | Schwarz, Lila      | Erythrin, Cobaltoxide                   |
| Kupfer           | Grün, Blau         | Kupferminerale                          |
| Blei             | Weiß, Gelb         | Cerussit, Anglesit, Pyromorphit         |
| Quecksilber      | Rot                | Zinnober                                |
| Molybdän         | Hellgelb           | Molybdänoxide, Eisenmolybdat            |
| Nickel           | Grün               | Annabergit, Garnierit                   |
| Silber           | Grün, Gelb         | gediegenes Silber                       |
| Uran             | Hellgrün, Gelb     | Torbernit, Autunit                      |
| Vanadium         | Grün, Gelb         | Vanadate                                |
| Zink             | Weiß               | Zinkspat                                |